# Ohře (râu)
Eger (în cehă Ohře) este un afluent de stânga al fluviului Elba. Râul izvorăște din munții Fichtelgebirge, curge prin Bavaria, Cehia și se varsă la Litoměřice în Elba. Numele râului provine din denumirea celtă „Agara”.